# Delikt (Kriminologie)
In der Kriminologie wird die Bezeichnung Delikt als allgemeiner (eher soziologisch als juristisch definierter) Begriff für eine strafrechtlich relevante Verfehlung verwendet. In gleicher Weise sprechen Soziologie und Kriminologie vom Straftäter, als auch vom Delinquenten. Von Delinquenz wird in den Sozialwissenschaften sowohl bei der vollendeten Begehung krimineller Delikte (dann gleichbedeutend mit individueller Kriminalität), als auch im Sinne einer anhand objektiver Kriterien (in der Regel Handlungen) feststellbaren, subjektiv verankerten Neigung dazu gesprochen. 
Kriminologisch werden bestimmte Arten von Straftaten oder Rechtsverstößen auch zu Deliktgruppen zusammengefasst, z. B.:
- Äußerungsdelikte
- Amtsdelikte
- Aussagedelikte
- Delikte im Zusammenhang mit der Verletzung des persönlichen Lebens- und Geheimbereichs
- Drogendelikte
- Eigentumsdelikte, siehe Vermögensdelikte
- Ehrdelikte
- Freiheitsdelikte
- Gemeingefährliche Delikte
- Gewaltdelikte
- Körperverletzungsdelikte
- Rechtsfriedensdelikte
- Rechtspflegedelikte
- Sexualdelikte
- Sittlichkeitsdelikte
- Staatsdelikte i. w. S.
- Steuerdelikte
- Tötungsdelikte
- Transitdelikte, d. h. Delikte, bei welchen der Transport bestimmter Sachen unter Strafe gestellt ist; z. B. § 1 Abs. 1 S. 1 BtMG, § 326  Abs. 2 StGB
- Umweltdelikte
- Urkundendelikte
- Verkehrsdelikte
- Vermögensdelikte
- Wettbewerbsdelikte

Im Strafrecht lassen sich z. B. folgende Deliktstypen unterscheiden, die auf die Art der Durchführung abstellen:
- vorsätzliches vs. fahrlässiges Delikt
- vollendetes vs.  versuchtes Delikt
  - Unternehmensdelikt
- Begehungsdelikt vs. Unterlassungsdelikt
- Erfolgsdelikt vs. Tätigkeitsdelikt
- Zustandsdelikt vs. Dauerdelikt
- Allgemeindelikt vs. (echte/unechtes) Sonderdelikt vs. Eigenhändiges Delikt
- Verletzungsdelikt (welches selbst wiederum ein Erfolgsdelikt ist) vs. 
  - konkretes Gefährdungsdelikt (z. B. § 315c StGB) vs.
  - abstraktes Gefährdungsdelikt (z. B. § 316 StGB)  vs.
  - (Kombination zwischen Verletzungsdelikt und Gefährdungsdelikt (z. B. § 315b StGB) vs.)
  - Eignungsdelikt (z. B. Luftverschmutzung)

Im allgemeinen Sprachgebrauch spricht man bei vorgeblich „entschuldbaren“ Taten auch von einem Kavaliersdelikt.